# Страхування карго
Страхува́ння ка́рго — це вид страхування, що полягає у страхуванні вантажів або майна при транспортуванні, а також на окремих частинах маршруту проходження, в місцях тимчасового зберігання і при навантаженні-розвантаженні по шляху доставки.
Вид страхування — карго захищає не вантаж або його маршрут прямування, а фінансові інтереси замовника, який може зазнавати збитків не тільки через втрату самого вантажу, але і внаслідок того, що вантаж не був доставлений за призначенням.

## Об'єкти страхування карго
Об'єктами страхування карго можуть бути:
- збитки, що виникають через втрату, псування або недостачу товару, що виникла в процесі транспортування;
- транспортні та інші платежі, пов'язані з транспортуванням;
- планований прибуток та упущена вигода.

## Умови страхування
При страхуванні вантажів (карго) застосовують такі поширені умови страхового покриття:
- з відповідальністю за всі ризики;
- з відповідальністю за часткову аварію;
- без відповідальності за пошкодження, крім випадків крушіння;
- додатково — протиправні дії третіх осіб.

## Оцінка вантажу
Страхова оцінка карго оцінює вантаж чотирма способами:
1. Вартість вантажу в момент відправлення складають з очікуваною сумою прибутку. Якщо у вантажовласника не виходить підтвердити розмір майбутнього прибутку, то в договорі встановлюється найбільша величина — 20 %. Вищий передбачуваний прибуток потрібно доводити документально. Ці дані необхідно зафіксувати в полісі і рахунку-фактурі.
2. Вартість вантажу в місці призначення. Під цією сумою мається на увазі ринкова ціна товарів у момент прибуття судна в іншу країну.
3. Страхова вартість обчислюється виходячи з особливих положень договору купівлі-продажу. У разі збитку, ціна товару повинна бути доведена.
4. Замісна (відновна) вартість товару.

## Страхові тарифи по страхуванню вантажів
Величина страхового тарифу встановлюється залежно від особливостей майбутнього перевезення: умов страхування, виду вантажу і його пакування, маршрутів перевезення, наявності перевантажень, вартості вантажу, обсягу перевезень, величина франшизи, наявності охорони та супроводу вантажів та інших факторів.

## Особливості
Страхування вантажів карго вимагає врахування деяких особливостей даного виду страховки: вона дозволяє застрахувати товари практично від всіх пошкоджень, але не завжди страхові компанії готові виплатити компенсації відразу, тому настання страхового випадку може починатися у різний час: як при отриманні сповіщення про загибель засоби транспортування, так і при отриманні пошкодженого вантажу.